# La Corte (Traversetolo)
Il centro civico La Corte, noto anche come Corte Agresti, è una corte rurale d'origine seicentesca, situata in via Fratelli Cantini 8 Traversetolo, in provincia di Parma; costituisce la sede della biblioteca comunale, della sala espositiva "Sala delle Colonne", della sala consigliare "Proferio Grossi", del museo Renato Brozzi e della ludoteca.

## Storia
L'edificio originario, destinato ad abitazione, fu costruito nel XVII secolo per volere di don Capponi, che alla sua morte lo lasciò alla confraternita del Suffragio.
Nel 1756 la struttura, piccola ma signorile, fu acquistata dal segretario amministrativo di Traversetolo Carlo Asti.
Intorno al 1800 la proprietà fu alienata al marchese Giulio Cesare Tassoni Villa, che avviò importanti lavori di ampliamento, realizzando la corte rurale originaria, costituita dal palazzo padronale a sud-ovest e dagli edifici rustici a nord-est. Nel 1830 la tenuta passò in eredità alla moglie Maria Luigia Scaroni, che nel 1835 la lasciò al fratello Giuseppe; quest'ultimo l'anno seguente la rivendette a Giuseppe e Vincenzo Mazza, che avviarono alcuni lavori di ampliamento delle strutture agricole.
Alla morte dei due fratelli subentrarono Paolo e Anna, figli del primo, e Pietro, figlio del secondo, che intorno al 1853 sistemarono la corte costruendo la nuova stalla a est e sopraelevando nella parte centrale l'edificio padronale, allo scopo di ricavarvi l'abitazione del custode.
Nel 1873 scomparve Paolo Mazza, detentore della quota maggiore della proprietà, denominata "Corte Mazza-Pavesi"; la moglie ed erede Antonella Pavesi dopo alcuni anni sposò Alessandro Paoletti, che tra la fine del XIX secolo e gli inizi del XX avviò importanti lavori di sistemazione degli edifici agricoli della rinominata "Corte Pavesi-Paoletti": furono chiuse quasi tutte le aperture sulla strada per Vignale (odierna via Fratelli Cantini), fu demolita la vecchia stalla, ne fu costruita una nuova molto più ampia, dotata di grande portico, e fu edificato il fienile.
Negli stessi anni la tenuta subì altre modifiche a causa del regolamento edilizio del Comune. Sul lato sud-ovest, nel 1894 fu tracciato il primo impianto, successivamente ampliato in più riprese, della piazza del Mercato e della Legna, rinominata nel 1922 piazza Fanfulla da Guardasone, che prese il posto del frutteto dei Pavesi-Paoletti; ciò comportò l'abbattimento del muro di cinta e lo sbancamento del pendio collinare a sud-ovest. Dal lato opposto, a causa dei lavori di allargamento della strada per Vignale, nel 1897 fu demolito uno dei rustici adiacenti all'orto.
Dopo la morte nel 1918 di Antonietta Pavesi, il marito acquistò altri terreni e migliorò le condizioni della tenuta, che nel 1934 fu ereditata da Annamaria Ponzi in Negro, nipote di Antonietta; la struttura assunse quindi la denominazione di "Corte Ponzi-Negro". Nel 1967, sul luogo dell'orto posto sullo spigolo nord-ovest della proprietà, compreso tra piazza Fanfulla e via Fratelli Cantini, fu costruito in continuità con la corte un alto condominio per volere della figlia Clementina; il resto della struttura, ereditato invece dal figlio Giorgetto, fu acquistato nel 1992 da Bruno Agresti, che nel 1999 lo rivendette al Comune di Traversetolo.
Nel 2001 il consiglio comunale deliberò la reintitolazione della "Corte Agresti" in "La Corte", avviandovi anche una serie di lavori per il completo recupero, finanziati dalla Fondazione Cariparma; il primo lotto, riguardante la parte rustica, fu concluso nel settembre del 2005 con l'inaugurazione della biblioteca comunale, della sala espositiva "Sala delle Colonne", della sala consigliare "Proferio Grossi" e della ludoteca. Col completamento del secondo lotto, riguardante l'edificio padronale, il 10 novembre del 2007 fu aperto al pubblico il rinnovato museo Renato Brozzi.

## Descrizione
La corte si articola all'interno di un lotto di terreno quasi trapezoidale, compreso tra piazza Fanfulla e via Fratelli Cantini; le costruzioni si sviluppano sui tre lati di un cortile interno, delimitato dall'edificio padronale a sud-ovest e dalle antiche strutture agricole a nord-ovest e nord-est.

### Edificio padronale

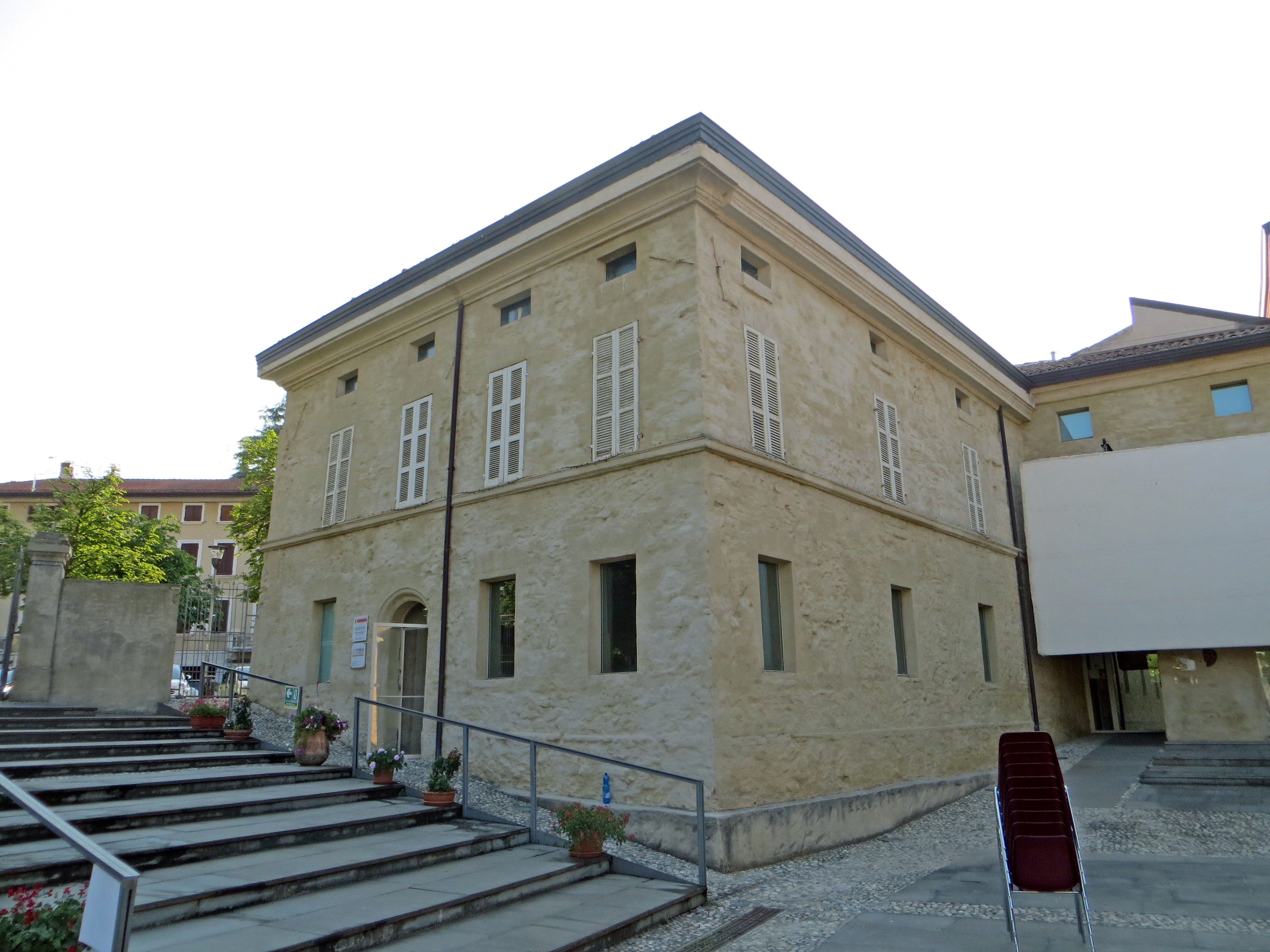
Ingresso sud dell'edificio padronale

L'edificio padronale si allunga tra la piazza e il cortile interno posto a quota inferiore.
La regolare facciata sud-ovest, rivestita come il resto della struttura con velatura di calce per dare omogeneità all'irregolarità delle pietre e dei mattoni, si eleva su due livelli principali, di cui il primo seminterrato a causa del dislivello con la corte interna; il piano inferiore si affaccia sull'esterno attraverso una serie di piccole finestre quadrate, mentre quello superiore, separato da una fascia marcapiano in rilievo, presenta ampie aperture rettangolari chiuse da persiane; più in alto si trovano le finestrelle del sottotetto, mentre a coronamento si allunga il cornicione in profondo aggetto.

#### Museo Renato Brozzi
All'interno si accede direttamente all'atrio passante del museo Renato Brozzi, che conduce al piano terreno alle due salette polifunzionali e al piano superiore alle sale espositive.
Il museo, aperto al pubblico nel 1990 all'interno del palazzo municipale e spostato nella sede definitiva nel 2007, raccoglie numerose opere scultoree, pittoriche e grafiche realizzate da Renato Brozzi in quasi 60 anni di produzione artistica, oltre alla ricca corrispondenza epistolare tra lo scultore e il poeta Gabriele D'Annunzio.

### Edifici agricoli

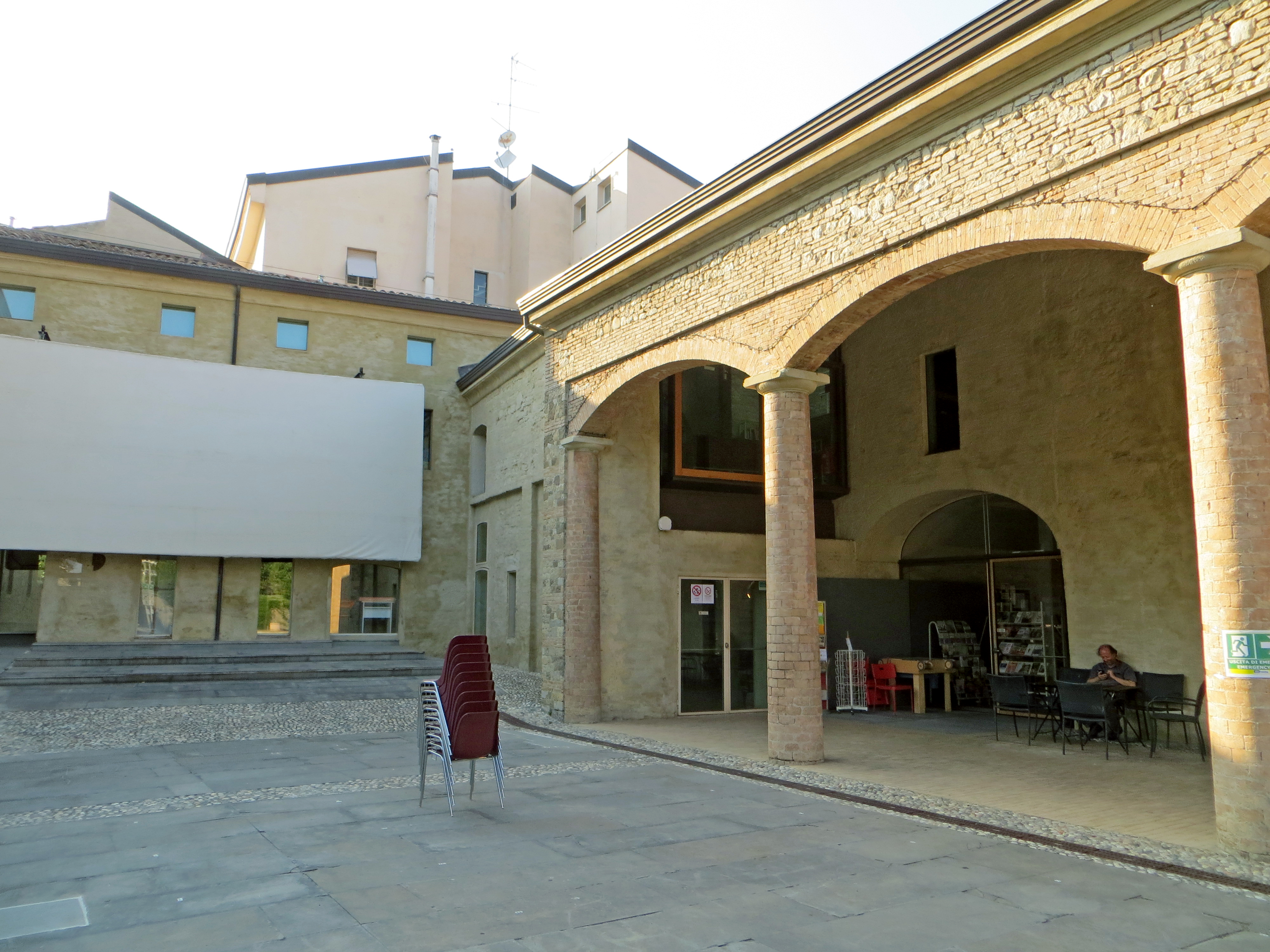
Lato nord della corte

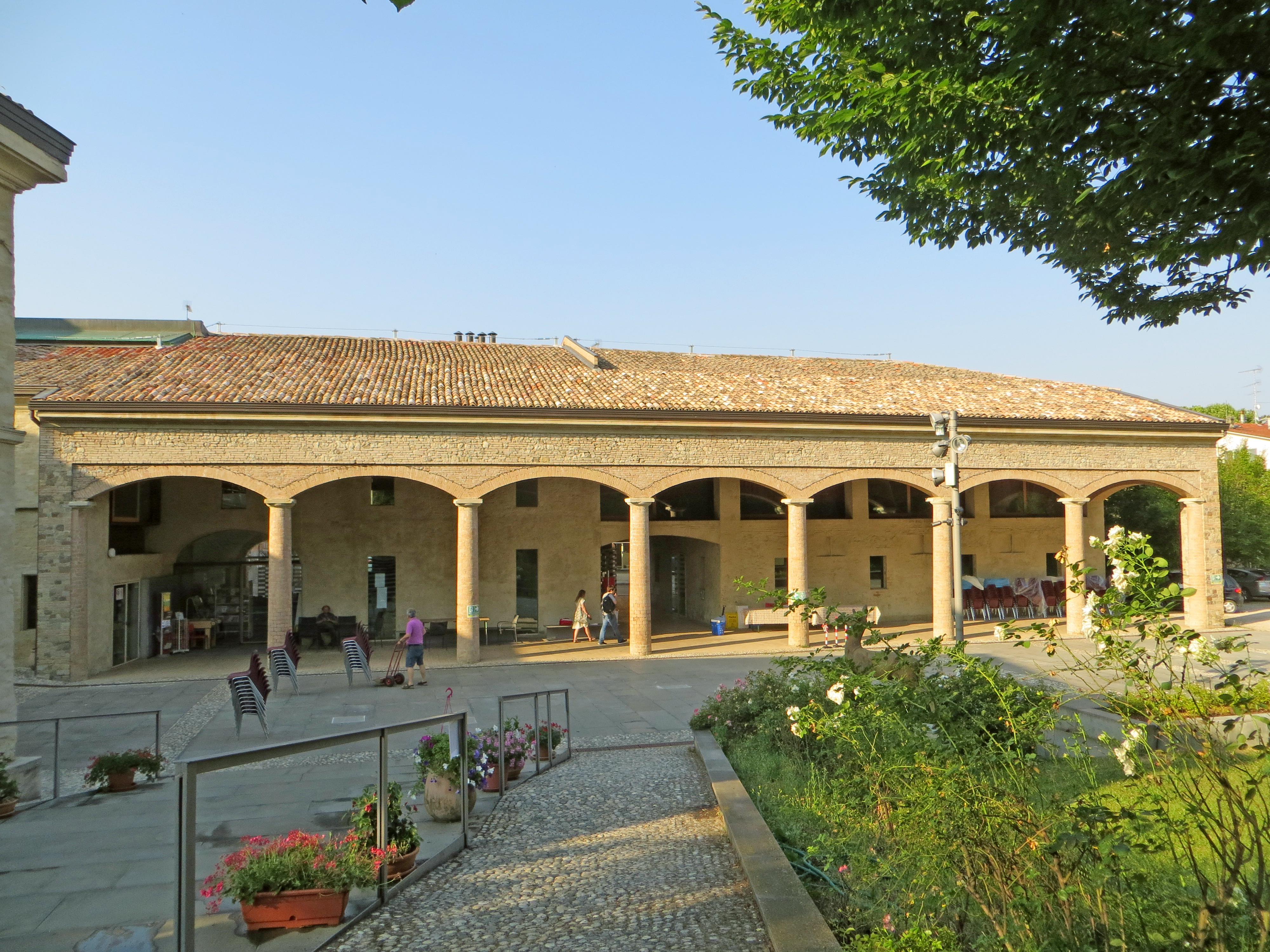
Porticato della corte

L'ala nord-est della corte si allunga tra via Fratelli Cantini e il cortile, su cui si affaccia il grande porticato a sud.
L'accesso sulla strada conduce all'alto portico ad arcate a sesto ribassato, sostenute da una serie di colonne in mattoni coronate da capitelli dorici; vi si aprono gli ottocenteschi edifici agricoli originariamente adibiti a stalla, fienile e legnaia.

#### Sala delle Colonne
L'ampia sala, originariamente occupata dalla stalla Pavesi-Paoletti dei primissimi anni del XX secolo, è caratterizzata dal rivestimento in mattoni tipo Parma che ne ricopre interamente le pareti, le volte a vela e le colonne coronate da capitelli decorati con altorilievi.
L'ambiente, posto all'estremità est della corte, è utilizzato per esposizioni, manifestazioni e convegni.

#### Atrio della biblioteca
L'atrio, originariamente occupato dalla "porta morta" dei Mazza del 1836, è coperto da una volta a botte e illuminato da un'ampia vetrata sulla parete di fondo, riaperta nel corso dell'ultima ristrutturazione.
L'ambiente conduce sulla sinistra all'ex stalla Tassoni, adibita a biblioteca per ragazzi, e sulla destra agli ex corpi di servizio rurali, contenenti le scale per il piano superiore.

#### Biblioteca per ragazzi
La biblioteca per ragazzi, originariamente occupata dalla stalla Tassoni del 1800, è caratterizzata dal colonnato di sostegno delle volte a vela di copertura, riscoperto nel corso dell'ultima ristrutturazione abbattendo le incongrue murature di tamponamento.
L'ambiente dà accesso alla ludoteca e all'emeroteca.

#### Sala consigliare "Proferio Grossi"
La sala consigliare del Comune di Traversetolo, originariamente occupata dal fienile Pavesi-Paoletti dei primissimi anni del XX secolo, è collocata al primo piano della struttura, al di sopra della sala espositiva.
Il vasto ambiente è caratterizzato dalla copertura a capriate e travi in legno, che prosegue verso sud nel porticato adiacente, su cui la stanza si affaccia attraverso grandi vetrate.
Il locale, intitolato al pittore Proferio Grossi, ospita l'intero ciclo di 28 dipinti realizzati dall'artista in ricordo delle statue del distrutto monumento a Giuseppe Verdi di Parma, donati dai suoi eredi.
La sala da 80 posti a sedere, destinata alle riunioni del consiglio comunale, è inoltre utilizzata per convegni ed esposizioni.

#### Biblioteca
La biblioteca, originariamente occupata dalla legnaia e dal fienile dei Mazza del 1836, è collocata al primo piano della struttura, al di sopra della biblioteca per ragazzi, dell'emeroteca e della ludoteca.
Il grande ambiente, illuminato da lucernari aperti nel soffitto a travi in legno, si sviluppa su due livelli grazie all'aggiunta, nel corso dell'ultima ristrutturazione, di due soppalchi nella porzione più alta, raggiungibili attraverso una scala centrale.
La sala, contenente complessivamente 36 posti lettura, si affaccia attraverso un'ampia vetrata sul porticato.
Il patrimonio librario, pervenuto in buona parte grazie a tre importanti donazioni, è costituito complessivamente da oltre 23000 volumi.